# Fort Ikoma
Fort Ikoma ist eine Siedlung mit etwa 2.000 Einwohnern (Stand: 2018) im Bezirk Serengeti in der Region Mara im Nordosten des Staates Tansania.

## Geschichte
Nach der Gründung als Bezirksnebenstelle der Verwaltung Deutsch-Ostafrikas 1890 entwickelte sich eine kleine Ansiedlung um das heute teilweise verfallene und ungenutzte (aber noch weitgehend erhaltene) Fort, in dem Teile der 14. Kompanie der Schutztruppe für Deutsch-Ostafrika stationiert waren.
Im Ersten Weltkrieg stellte im Juni 1917 eine Abteilung der Schutztruppe für Deutsch-Ostafrika unter Oberleutnant Naumann bei Ikoma einer sie verfolgenden britisch-belgischen Truppe eine Falle. Unterstützt wurde der deutsche Angriff durch in der noch bis zum Juli 1916 unter deutscher Verwaltung stehenden Gegend der Kolonie Deutsch-Ostafrika von den von der deutschen Kolonialverwaltung eingesetzten einheimischen lokalen Herrschern. Diesen lokalen Herrschern wurde beim Abzug der deutschen Verwaltung und Truppen gesagt auch unter britischer Herrschaft zu dienen, um bei der Rückkehr der deutschen Herrschaft wieder reibungslos die vorherige deutsch-afrikanische Verwaltung weiterführen zu können. So konnte die deutsche Truppe der sie durchs Land verfolgenden britisch-belgischen Truppe eine schwere Niederlage beibringen. Die deutsche Truppe zog dann aber nach Süden ab und die Briten setzten alle an der Unterstützung der Deutschen beteiligten einheimischen lokalen Herrscher ab.    

## Verkehr
Fort Ikoma befindet sich etwa 22 km nördlich des Ikoma Gate zum Serengeti-Nationalpark und ist die nächstgelegene größere Ansiedlung zum Hauptquartier des Parks in Seronera. Im Umfeld befinden sich mehrere Hotels und Lodges. 
Der Ort liegt an der tansanischen Nationalstraße T17 und ist über diese direkt mit der Regionalhauptstadt Musoma verbunden. In Richtung Süden führt die T17 nach Makuyuni und weiter nach Arusha. 
Über eine gut befestigte Allwetterpiste ist Fort Ikoma mit dem Bezirkshauptort Mugumu verbunden. Von dort besteht die Möglichkeit zum Besuch des äußersten Nordens der Serengeti mit dem Gebiet um den Mara-Fluss. Am Ort befindet sich der befestigte Rubondo-Airstrip, der ganzjährig die Landung von Kleinflugzeugen ermöglicht.